# Bracon tongkingensis
Bracon tongkingensis är en stekelart som beskrevs av Cameron 1910. Bracon tongkingensis ingår i släktet Bracon och familjen bracksteklar. Inga underarter finns listade.